# Александар Фотић
Александар Фотић (Београд, 8. октобар 1960) српски је историчар и један од водећих османиста у Србији. Био је сарадник Балканолошког института (1988), а потом доцент (2000) и ванредни професор (2006) опште историје новог века на Одељењу за историју Филозофског факултета у Београду, где од 2018. године ради у звању саветника. Као магистар (1991) и доктор (1999) историјских наука, бави се истраживањима у области политичке, друштвене и црквене историје српског народа и српских земаља у раном новом веку, са тежиштем на проучавању османског периода у историји југоисточне Европе.
Члан је Хиландарског одбора Српске академије наука и уметности, као и неколико међународних научних удружења у области османистике, као што су: Comité International d’Etudes Pré-Ottomanes et Ottomanes (CIEPO) и International Association for Ottoman Social and Economic History (IAOSEH). Био је члан Управног одбора Музеја града Београда (2000-2005), а такође је члан уређивачких и редакционих одбора разних научних и стручних публикација, као што су: Годишњак града Београда, Хиландарски зборник и Зборник Матице српске за историју.
Питање о његовом реизбору за ванредног професора, које је на Филозофском факултету у Београду било решавано у периоду од 2015. до 2018. године, привукло је посебну пажњу стручне и шире јавности.

## Важнији радови
- Fotić, Aleksandar (1989). „Tapunāme on Vakif Lands – Contribution to the Ottoman Diplomatics” (PDF). Балканика. 20: 261—270. Архивирано из оригинала (PDF) 09. 12. 2021. г. Приступљено 09. 12. 2021.
- Фотић, Александар (1990). „Обнова српског манастира Св. Саве Освећеног код Јерусалима 1613. године” (PDF). Балканика. 21: 225—238. Архивирано из оригинала (PDF) 10. 12. 2021. г. Приступљено 09. 12. 2021.
- Фотић, Александар (1991). „Дефтери фодула београдског имарета Мехмед-паше Јахјапашића” (PDF). Балканика. 22: 57—74. Архивирано из оригинала (PDF) 09. 12. 2021. г. Приступљено 09. 12. 2021.
- Фотић, Александар (1991). „Девет прилога историји турског Београда”. Годишњак града Београда. 38: 103—112.
- Фотић, Александар (1992). „Рустем-пашин вакуф у Београду (icāreteyn)”. Историјски часопис. 38 (1991): 233—241.
- Фотић, Александар (1992). „Два прилога из историје Срема 1687. године”. Зборник за оријенталне студије. 1: 139—146.
- Фотић, Александар (1992). „Улога вакуфа у развоју оријенталног града: Београдски вакуф Мехмед-паше Јахјапашића”. Социјална структура српских градских насеља (XII-XVIII век). Смедерево: Музеј у Смедереву. стр. 149—159.
- Фотић, Александар (1993). „Турски орден Симе Милутиновића Сарајлије”. Сима Милутиновић Сарајлија: Књижевно дело и културноисторијска улога. Београд: Институт за књижевност и уметност. стр. 379—385.
- Фотић, Александар (1994). „Хуџети митрополита Андрије” (PDF). Балканика. 25 (1): 123—136. Архивирано из оригинала (PDF) 09. 12. 2021. г. Приступљено 09. 12. 2021.
- Fotić, Aleksandar (1994). „The Official Explanations for the Confiscation and Sale of Monasteries (Churches) and their Estates at the Time of Selim II”. Turcica: Revue d'études turques. 26: 34—54.
- Fotić, Aleksandar (1994). „Lʹ Eglise chrétienne dans lʹEmpire ottoman: Le monastére Chilandar à lʹépoque de Sélim II”. Dialogue: Revue trimestrielle d'arts et de sciences. 12 (3): 53—64.
- Фотић, Александар (1995). „Откуп имања светогорских манастира у време Селима II”. Казивања о Светој Гори. Београд: Просвета. стр. 171—186.
- Фотић, Александар (1996). „Конфискација и продаја манастира (цркава) у доба Селима II (проблем црквених вакуфа)” (PDF). Балканика. 27: 45—77. Архивирано из оригинала (PDF) 06. 12. 2021. г. Приступљено 09. 12. 2021.
- Фотић, Александар (1997). „Пад Свете Горе под власт Османлија”. Друга казивања о Светој Гори. Београд: Просвета. стр. 101—121.
- Фотић, Александар (1997). „Света Гора у доба Селима II”. Хиландарски зборник. 9: 143—162.
- Фотић, Александар (1997). „Збирка турских докумената у архиву манастира Хиландара”. Хиландарски зборник. 9: 163—171.
- Фотић, Александар (1997). „Хиландар и српско племство после пада Деспотовине”. Хришћанска мисао. 5 (9-12): 48—50.
- Фотић, Александар (1998). „Најпознатији хиландарски ферман”. Хиландарски зборник. 10: 299—309.
- Фотић, Александар (1998). „Светогорски метоси у доба прве турске власти 1383-1403 (питање опште конфискације)”. Зборник радова Византолошког института. 37: 213—219.
- Фотић, Александар (1998). „Прилагођавање и опстанак: Хиландар у Османском Царству (XV-XVII)”. Манастир Хиландар. Београд: Галерија Српске академије наука и уметности. стр. 91—102.
- Fotić, Aleksandar (1999). „Dispute Between Chilandar and Vatopedi over the Boundaries in Komitissa (1500)”. ’Αθωνικὰ Σύμμεικτα: Athonika Symmeikta. 7: 97—107.
- Фотић, Александар (2000). Света Гора и Хиландар у Османском царству (XV-XVII век). Београд: Балканолошки институт.
- Fotić, Aleksandar (2000). „Despina Mara Branković and Chilandar: Between the Desired and the Possible”. Осам векова Хиландара: Историја, духовни живот, књижевност, уметност и архитектура. Београд: САНУ. стр. 93—100.
- Фотић, Александар (2000). „Спор Хиландара и Ватопеда у Комитиси 1500. године”. Трећа казивања о Светој Гори. Београд: Просвета. стр. 100—108.
- Фотић, Александар (2000). „Светогорци у писанији (XVI-XVII век)”. Црква: Календар Српске православне патријаршије за просту 2001. годину: 72—80.
- Фотић, Александар (2000). „Три цртице из историје Српске православне цркве у XVI веку”. Хришћанска мисао. 8 (9-12): 50—51.
- Fotić, Aleksandar (2001). „Yahyapaşa-Oğlu Mehmed Pashaʹs Evkaf in Belgrade”. Acta Orientalia Academiae Scientiarum Hungaricae. 54 (4): 437—452.
- Fotić, Aleksandar (2002). „Le pyrgos de Kabalaréos, alias pyrgos du roi Milutin”. Revue des Études byzantines. 60: 210—213.
- Фотић, Александар (2003). „Уговори на другим језицима и османски шеријатски суд (XVI-XVIII века)” (PDF). Балканика. 32-33 (2001-2002): 175—182. Архивирано из оригинала (PDF) 10. 12. 2021. г. Приступљено 10. 12. 2021.
- Fotić, Aleksandar (2003). „The collection of Ottoman documents in the monastery of Hilandar (Mount Athos)”. Balkanlar ve Italya'da Sehir ve Manastir Arsivlerindeki Turkce Belgeler Semineri. Ankara: Türk Tarih Kurumu. стр. 31—37.
- Фотић, Александар (2004). „Средњовековне повеље на шеријатском суду: Примери из повести манастира Хиландара, XV-XVI век”. Хиландарски зборник. 11: 325—336.
- Fotić, Aleksandar (2005). „Belgrade: a Muslim and non-Muslim cultural centre (Sixteenth-Seventeenth centuries)”. Provincial Elites in the Ottoman Empire: Helcyon Days in Crete V. Rethymno: Crete University Press. стр. 51—75.
- Fotić, Aleksandar (2005). „Concealed Donation or a Sale: The Aquisition of Christian Monastic Property in Ottoman Empire (XVth-XVIIth C.)”. XIV. Türk tarih kongresi. Ankara: Atatürk Kültür. стр. 721—727.
- Фотић, Александар (2005). „Институција амана и примање подаништва у Османском царству: Пример сремских манастира 1693-1696” (PDF). Историјски часопис. 52: 225—256.
- Фотић, Александар (2005). „Ксенофонт и Хиландар у XVI и XVII веку”. Четврта казивања о Светој Гори. Београд: Просвета. стр. 313—330.
- Fotić, Aleksandar (2005). „Non-Ottoman documents in the Kâdîs’ Courts (Môloviya, Medieval charters): Examples from the Archive of the Hilandar Monastery (15th-18th C.)”. Frontiers of Ottoman Studies: State, Province, and the West. 2. London: Tauris. стр. 63—73.
- Фотић, Александар (2007). „Стварање традиције: Милутинов или Каваларов пирг?”. Пета казивања о Светој Гори. Београд: Просвета. стр. 169—178.
- Fotić, Aleksandar (2007). „The Metochion of the Chilandar Monastery in Salonica (Sixteenth-Seventeenth Centuries)”. The Ottoman Empire, the Balkans, the Greek Lands: Toward a Social and Economic History. Istanbul: The Isis Press. стр. 109—114.
- Fotić, Aleksandar (2008). „Xenophontos in the Ottoman Documents of Chilandar (16th-17th C.)”. Хиландарски зборник. 12: 197—213.
- Fotić, Aleksandar (2008). „Serbian Orthodox Church”. Encyclopedia of the Ottoman Empire. New York: Infobase Publishing. стр. 519—520.
- Fotić, Aleksandar (2010). „Kassandra in the Ottoman Documents from Chilandar (Hilandar) Monastery (Mount Athos) in the Sixteenth and Seventeenth Centuries” (PDF). Балканика. 40 (2009): 57—73. Архивирано из оригинала (PDF) 11. 12. 2021. г. Приступљено 11. 12. 2021.
- Фотић, Александар (2010). „Издаја, изнуда, крв и златници: Светогорци на ободу ратних вртлога и у средишту разбојничких насртаја (XVI-XVIII век)”. Шеста казивања о Светој Гори. Београд: Задужбина Светог манастира Хиландара. стр. 43—70.
- Фотић, Александар (2010). „Турски документи о Рустем-пашином вакуфу и двоструком закупу (İcãreteyn) у Београду” (PDF). Мешовита грађа (Miscellanea). 31: 75—108.
- Fotić, Aleksandar (2010). „Athonite Travelling Monks and the Ottoman Authorities (16th - 18th Centuries)”. Perspectives on Ottoman Studies: Papers from the 18th Symposium of the International Committee of Pre-Ottoman and Ottoman Studies (CIEPO). Berlin: LIT Verlag. стр. 157—165.
- Фотић, Александар (2011). „Мајка принца Џема - српска робиња у харему Мехмеда Освајача”. Пад Српске деспотовине 1459. године. Београд: САНУ. стр. 321—329.
- Фотић, Александар (2010). „Османска поморска картографија и Света Гора (XVI-XVIII век)”. Седма казивања о Светој Гори. Београд: Задужбина Светог манастира Хиландара. стр. 101—132.
- Fotić, Aleksandar (2011). „The Introduction of Coffee and Tobacco to the Mid-West Balkans”. Acta Orientalia Academiae Scientiarum Hungaricae. 64 (1): 89—100.
- Fotić, Aleksandar (2012). „Hilandar's Response to Crisis and New Challenges in 15th and 16th Centuries”. Το Άγιον Όρος στον 15ο και 16ο αιώνα. Θεσσαλονίκη: Αριστοτέλειο Πανεπιστήμιο Θεσσαλονίκης. стр. 129—138.
- Fotić, Aleksandar (2015). „Patriarcat serbe orthodoxe”. Dictionnaire de l'Empire ottoman. Paris: Fayard. стр. 919—920. Архивирано из оригинала 12. 12. 2021. г. Приступљено 12. 12. 2021.
- Фотић, Александар (2016). „Османско царство: Општи оквири ограничене приватности”. Западно-источни бедекер: Есеји у част јубилеја београдске оријенталистике. Београд: Clio. стр. 65—96.
- Фотић, Александар (2017). „Мустахфизи Илока 1686. године - питање хришћанских имена” (PDF). Зборник Матице српске за историју. 96: 25—33.
- Fotić, Aleksandar (2017). „Tracing the Origin of a New Meaning of the Term Re‘āyā in the Eighteenth-Century Ottoman Balkans” (PDF). Балканика. 48: 55—66. Архивирано из оригинала (PDF) 12. 12. 2021. г. Приступљено 12. 12. 2021.
- Фотић, Александар (2018). „Марсиљијев плен: Турски документи о селима београдског вакуфа Мехмед-паше Јахјапашића” (PDF). Мешовита грађа (Miscellanea). 39: 47—101.
- Fotić, Aleksandar (2018). „The Belgrade Kadi’s Müraseles of 1683: The Mirror of a Kadi’s Administrative Duties”. Belgrade: 1521-1867. Belgrade: The Institute of History. стр. 65—77.
- Фотић, Александар (2019). „Стари извори нова сазнања: Изазови аутографа Путописа Евлије-Челебије” (PDF). Књижевна историја. 51 (167): 243—257.
- Fotić, Aleksandar (2019). „Coping with Extortion on a Local Level: The Case of Hilandarʹs Metochion in Zdravikion (Draviskos, Strymon Region) in the Sixteenth Century” (PDF). Балканика. 50: 73—83. Архивирано из оригинала (PDF) 12. 12. 2021. г. Приступљено 12. 12. 2021.
- Фотић, Александар (2020). „О фајди и аманету, XVI-XVIII век (и понешто о кредиту на османском Балкану)”. Nomophylаx: Зборник радова у част Срђана Шаркића. Београд: Правни факултет Универзитета Унион; Службени гласник. стр. 423—446.
- Фотић, Александар (2020). „Разбојништво у Јашуњском манастиру 1782. године”. Теме: Часопис за друштвену теорију и праксу. 44 (1): 159—171. Архивирано из оригинала 09. 07. 2020. г. Приступљено 12. 12. 2021.
- Fotić, Aleksandar (2021). „How to Run a Big Monastic Çiftlik: The Case of Hilandar’s ʻBulgar Metochionʼ in Karviya (Kalamaria): Sixteenth-Seventeenth Centuries”. Monastic Economy across Time: Wealth Management, Patterns, and Trends. Sofia: Centre for Advanced Study. стр. 83—97.
- Fotić, Aleksandar (2021). „Receptions of Evliya Çelebi’s Seyahatname in Serbian Historiography and Challenges of the Original Manuscript”. Evliya Çelebi in the Borderlands: New Insights and Novel Approaches to the Seyahatname. Zagreb: Srednja Europa. стр. 149—163.